# Лондон (готель, Умань)
Готель «Лондон» (інша назва «Готель „Регіна“») ― колишній будинок у центрі Умані, що розташовувався біля швейної фабрики.
Будівля колишнього готелю розташована за адресою: вул. Незалежності, 10, м. Умань (Черкаська область), Україна.

## Опис
Трьохповерхова прямокутна будівля, яка знаходилася в центрі старої Умані, біля швейної фабрики, представник українського бароко ХХ століття. Вона виготовлена з червоної цегли. Прикрашалася ризалітами, фронтонами, стилізованими тумбами-вежами, колонами та карнизами. Зберігся тільки цегляний остов тримальних конструкцій та меморіальна дошка про цей колишній готель.

## Історія
Готель «Регіна» був збудований в 1901 році на замовлення банкіром Рахлісом. На цей час тут знаходилися: крамниці, аптеки, кабінети лікарів, філія міжнародного банку та театр Полянського. Після Жовтневої Революції, тут були: Об'єднаний робітничий клуб, театр «Червоний», міська бібліотека, гуртки та біологічний (згодом, природничо-географічний) факультет Інституту соціального виховання (не працював у воєнні роки). У післявоєнні роки тут розмістився Районний будинок культури. Станом на 1976 рік, у цьому будинку розміщувалися: кінотеатр «Хроніка», районна бібліотека, деякі відділи райвиконкому, Райком КПУ, контора «Сільелектро». У незалежні часи був закинутим. 15 квітня 2016 року, у будівлі сталася пожежа

## Відомі люди
На одному з балконів другого поверху 28 серпня 1941 року, виступав Адольф Гітлер зі своєю промовою.